# Cisano Bergamasco
Cisano Bergamasco – miejscowość i gmina we Włoszech, w regionie Lombardia, w prowincji Bergamo.
Według danych na styczeń 2009 gminę zamieszkiwały 6303 osoby przy gęstości zaludnienia 835,9 os./1 km².